# 小科克沙加河
小科克沙加河是俄羅斯的河流，位於馬里埃爾共和國，屬於伏爾加河的左支流，河道全長194公里，流域面積5,160平方公里，流經約什卡爾奧拉，最後注入古比雪夫水庫，河流在11月至4月結冰，主要支流有小昆德什河。

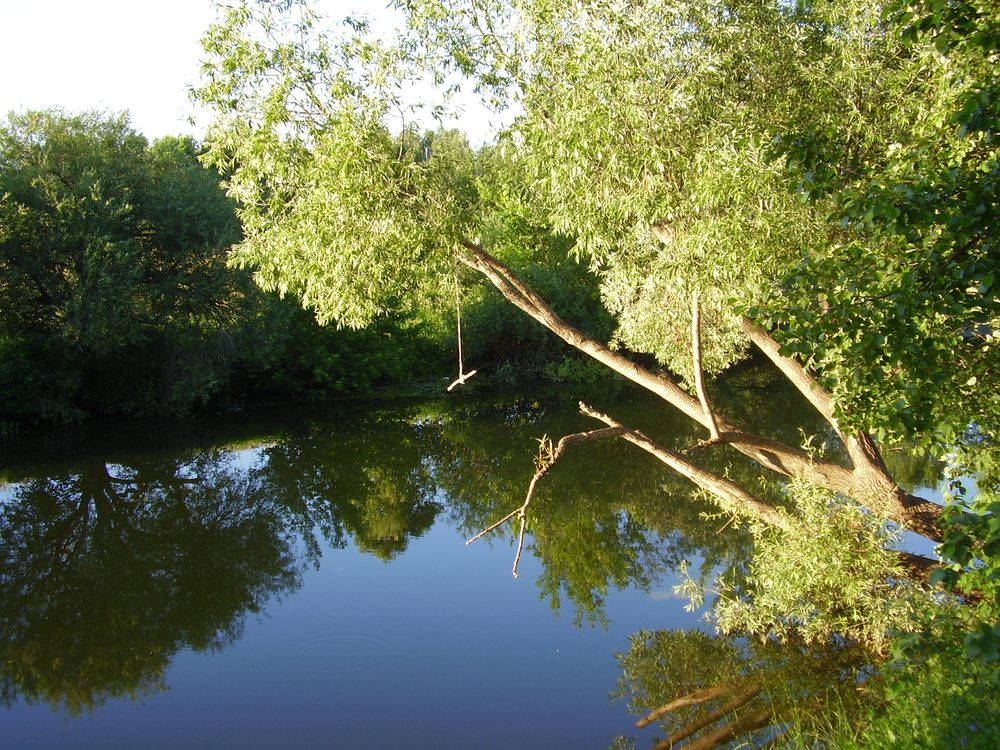